# Gradonata
La gradonata è un elemento architettonico di collegamento fra due o più livelli di un edificio, un giardino o di una sistemazione paesaggistica. Da non confondersi con le scale o le rampe, di cui è spesso una forma intermedia, può avere inclinazione compresa fra il 12 e il 25%.
Una scala con ampi gradini a loro volta inclinati (come frammenti di rampa) fino ad una pendenza del 12%, per facilitare il deflusso dell'acqua piovana, costituisce la tipica gradonata.

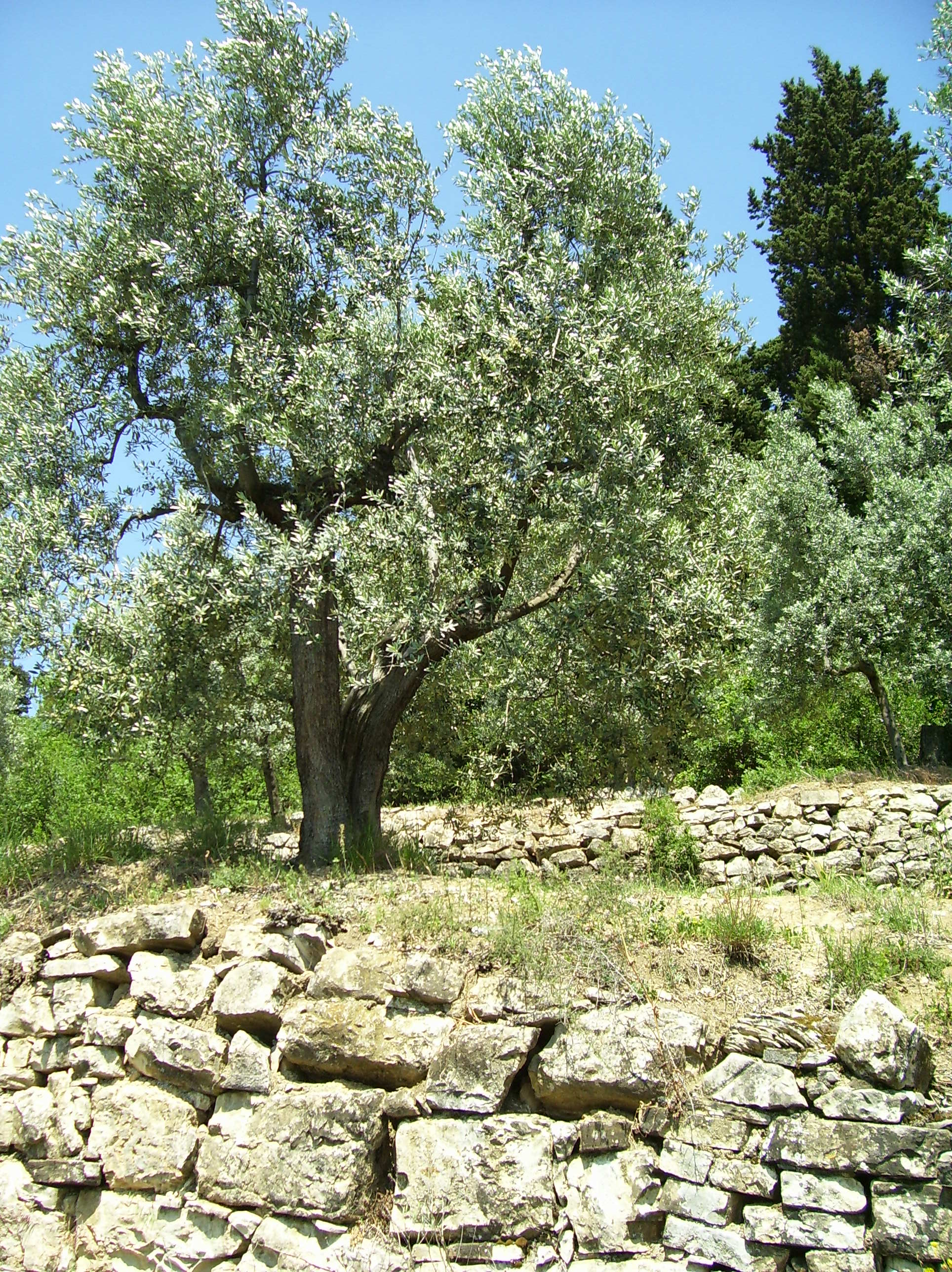
Terrazzamento di un terreno scosceso mediante muri a secco per permettere la coltivazione dell'olivo

Nella tecnica forestale (e nei consolidamenti idrogeologici) il gradonamento o terrazzamento, consiste nella sistemazione di un terreno scosceso con creazione di terrazze in cui sia favorita l'infiltrazione delle acque meteoriche, limitando erosione, dilavamento e  smottamenti. Le terrazze o gradoni diventano sede d'impianto per nuove piantagioni.